# Волконский, Лев Михайлович
Князь Лев Михайлович Волконский (? — после 1647) — стольник и воевода во времена правления Михаила Фёдоровича и Алексея Михайловича.
Рюрикович в XX поколении, представитель 2-й ветви княжеского рода Волконских. Единственный сын окольничего и воеводы, князя Михаила Константиновича, мать — из рода Пронских.
Имел двух сестёр, княжон: Татьяна и Мария Михайловны, упомянуты девицами (1628), помещицы Козельского уезда.

## Биография
Упоминается в чине стольника, когда присутствовал при приёме английского посла (1616). Рында при царской особе (1619). Первый воевода в Пелыме (29 мая 1625-1627). Выполнял дворцовые обязанности в Москве (1628). На воеводстве в Царицыне (апрель 1630-1633). Находился в Москве, прислуживал у царского стола (21 марта 1635), в том же году отправлен для осмотра и сооружения приграничных засек. На воеводстве в Орле (1646-1647). Из-за опасности постоянных крымских набегов получил приказ «жить на Орле с великим бережением».
Владелец поместий в Козельском и Угличском уездах.
Можно предположить, что князь Лев Михайлович умер вскоре за орловским воеводством (1647), потому что после этого имя уже мне встречается. Погребён в церкви Пафнутьево-Боровского монастыря, при защите которого погиб его отец († 1606/1607). Могила его девятая по счёту от входа в церковь.

## Семья
Дети:
- Князь Волконский Фёдор Львович — воевода и окольничий.
- Князь Волконский Савелий Львович — пожалован из стряпчих в стольники (1666), дневал и ночевал при гробе царя Ивана V Алексеевича (09 января 1696), вотчинник Московского уезда, помещик Алексинского уезда, погребён в Пафнутьево-Боровском монастыре. Женат на Анастасии Григорьевне урождённой княжне Несвицкой.

## Критика
Историк Александр Платонович Барсуков в своём труде указывает, что князь Лев Михайлович находился на воеводстве в Берёзове (1625—1627), тогда, как генеалог Г. А. Власьев относит к этому времени его воеводство в Пелыме (1625—1627). Речь идёт о разных лицах, имеющих одинаковые имена, отчества и фамилии, обозначенных у Г. А. Власьева № 84 и 106, живших в одно время. Также произошла путаница с князем Львом Михайловичем № 84, которому Г. А. Власьев приписывает воеводство князя Льва Михайловича № 106 в Царицыне (1633) и в обоих случаях относит упоминание о приёме английского посла (1616) и службе в чине рынды.